# خایباتوو
خایباتوو (به لاتین: Khaybatovo) یک منطقهٔ مسکونی در روسیه است که در باشقیرستان واقع شده‌است.